# Districte de Thierstein

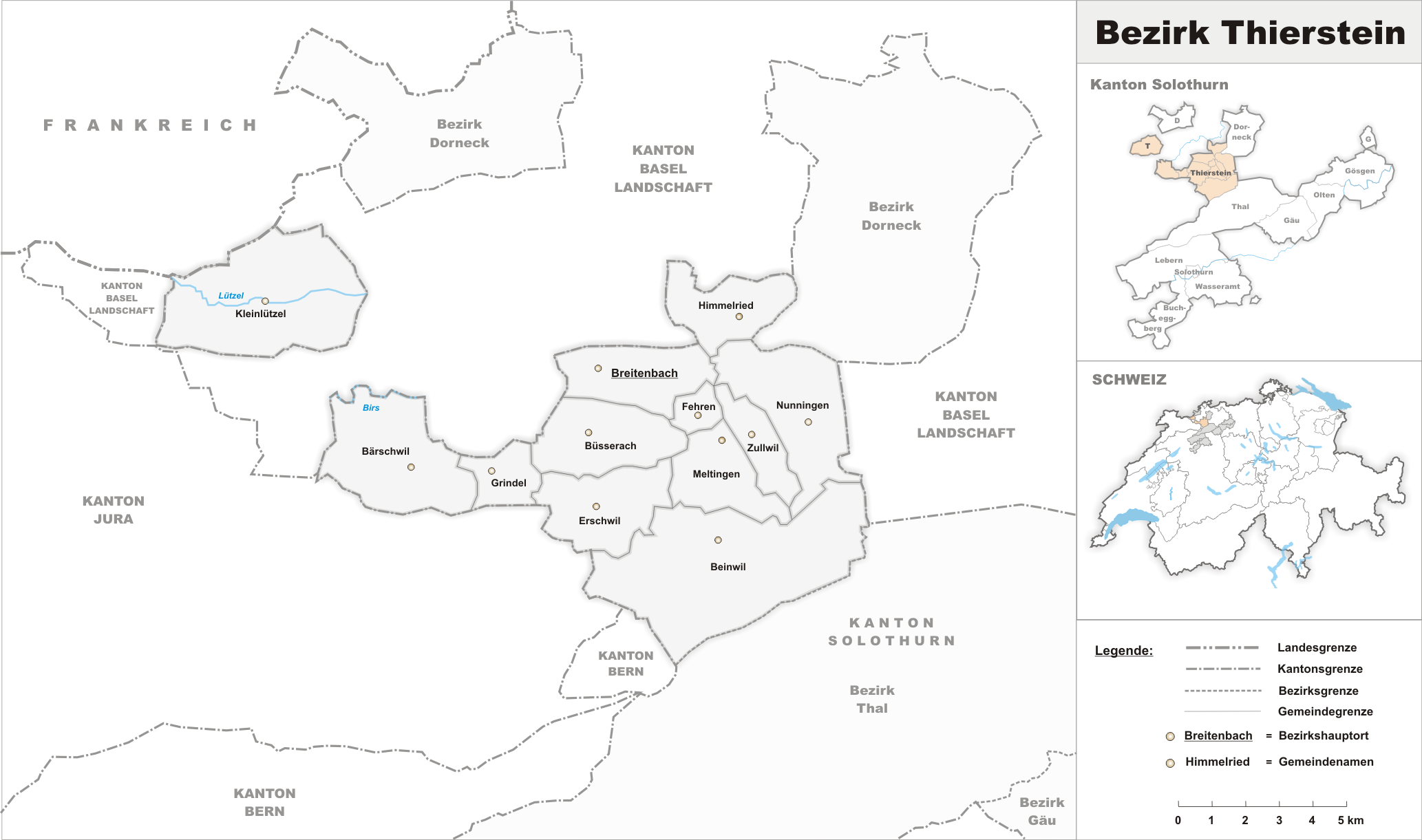
El districte de Thierstein

El districte de Thierstein és un dels deu districtes del cantó de Solothurn (Suïssa). Té una població de 13827 habitants (cens de 2007) i una superfície de 102.28 km². Està format per 12 municipis i el cap del districte és Breitenbach.

## Municipis
- CH-4252 Bärschwil
- CH-4229 Beinwil
- CH-4226 Breitenbach
- CH-4227 Büsserach
- CH-4228 Erschwil
- CH-4232 Fehren
- CH-4247 Grindel
- CH-4204 Himmelried
- CH-4245 Kleinlützel
- CH-4233 Meltingen
- CH-4208 Nunningen
- CH-4234 Zullwil